# Amboanana
Amboanana est une commune urbaine malgache, située dans la partie sud-est de la région d'Itasy. La ville se trouve à 17 km au Sud d'Arivonimamo.

## Économie
La commune est très pauvre[réf. nécessaire]. Le climat ne favorise pas l'agriculture et la terre y est appauvrie par des poussières de couleur rouge[réf. nécessaire].

## Monuments
L'entrée de cette commune se trouve la tombe de Rainisongomby[Qui ?].